# Marko Mirić
Marko Mirić, cyr. Марко Мирић (ur. 26 marca 1987 w Kragujevacu) – serbski piłkarz występujący na pozycji napastnika. Od 2015 jest zawodnikiem w Radničkim Kragujevac.

## Kariera
Jest wychowankiem klubu Vodojaza Grosnica. W 2007 roku został piłkarzem Metalaca Gornji Milanovac. Po dwóch latach gry w tym klubie odszedł do drużyny Spartaka Zlatibor Voda. W Super liga Srbije zadebiutował 15 sierpnia 2009 roku w meczu z OFK Beograd (0:1). Następnie grał w Crvena zvezda, Radničkim Kragujevac, FK Mińsk i NK Slaven Belupo. W 2015 przeszedł do KSC Lokeren. W latach 2019–2020 grał w klubie Borac Banja Luka.
W reprezentacji Serbii zadebiutował 17 listopada 2010 roku w meczu z Bułgarią (0:1), który został rozegrany w Sofii.